# Václav Gvoždík
Václav Gvoždík (* 24. srpna[zdroj⁠?!] 1979) je český herpetolog.
V letech 2003–2010 studoval na Přírodovědecké fakulta Univerzitě Karlovy v Praze. V roce 2012–2013 absolvoval postdoktorandskou stáž na Univerzitě v Basileji.
Od roku 2006 pracuje v zoologické oddělení Národního muzea v Praze a zároveň od roku 2014 v Ústavu biologie obratlovců AV ČR. Ve svém výzkumu se věnuje především evoluci, speciačním procesům a fylogenetické diverzifikaci obratlovců za využití molekulárních přístupů, analýz fenotypu a biogeografických aplikací.

## Objevy
Se spolupracovníky popsal několik nových druhů
- 2020, Phrynobatrachus mbabo (afroskokan Mbabo)[2]
- 2020, Phrynobatrachus arcanus (afroskokan tajemný)[2]
- 2021, Congolius,[3] rod žab z čeledi rákosničkovitých